# Grammitis graminea
Grammitis graminea är en stensöteväxtart som först beskrevs av Olof Peter Swartz, och fick sitt nu gällande namn av Ren-Chang Ching. Grammitis graminea ingår i släktet Grammitis och familjen Polypodiaceae. Inga underarter finns listade.